# NGC 3881
NGC 3881 ist eine Linsenförmige Galaxie vom Hubble-Typ S0/a im Sternbild Großer Bär am Nordsternhimmel. Sie ist schätzungsweise 419 Millionen Lichtjahre von der Milchstraße entfernt und hat einen Durchmesser von etwa 85.000 Lichtjahren. 

Im selben Himmelsareal befinden sich u. a. die Galaxien NGC 3871, NGC 3878, NGC 3880, IC 2959.
Das Objekt wurde am 29. April 1827 von John Herschel  entdeckt.